# Modrzyk (potok)
Modrzyk (niem. Brücken Wasser) – potok, prawostronny dopływ Borówki o długości ok. 1,9 km.
Potok płynie w Karkonoszach. Jego źródła znajdują się na północnym zboczu Smogorni, poniżej Pielgrzymów. Płynie na północ. W Borowicach, na wysokości ok. 630 m n.p.m. łączy się z Borówką.
W dolnym biegu, powyżej ujścia, przecina go żółty szlak turystyczny prowadzący z Jeleniej Góry przez Przesiekę, Borowice, Polanę do Słonecznika.